# بريان (مكيراس)

تعديل مصدري - تعديل

بريان هي إحدى قرى عزلة مكيراس بمديرية مكيراس التابعة لمحافظة البيضاء، بلغ تعداد سكانها 408 نسمة حسب تعداد اليمن لعام 2004.